# Bergmühle (Flensburg)

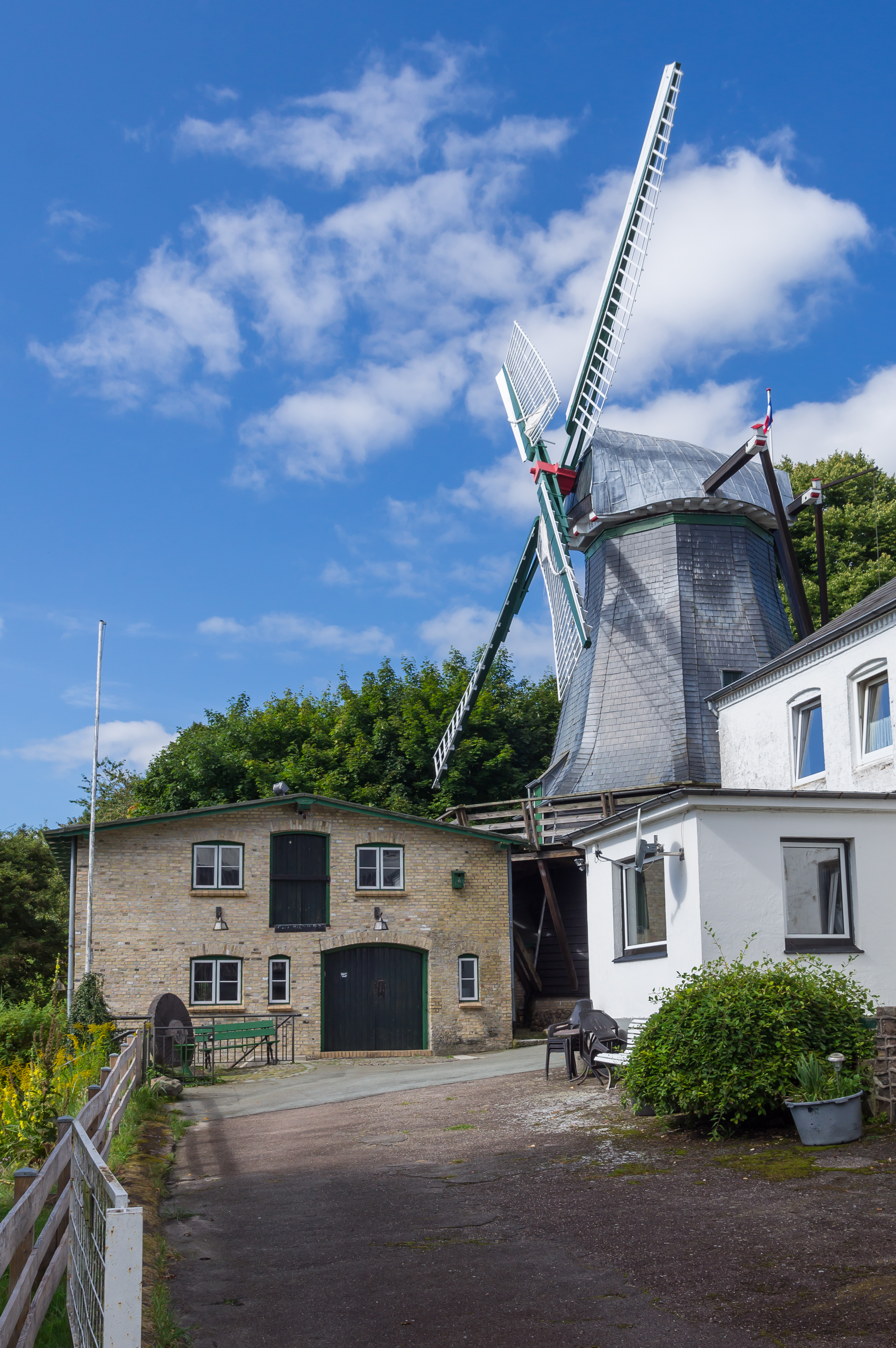
Bergmühle von 1792 in der Flensburger Nordstadt (Foto 2012)

Die unter Denkmalschutz stehende Bergmühle (dänisch Bjergmølle), eine Holländermühle von 1792, liegt in der Flensburger Nordstadt und ist neben der Johannismühle auf dem Sandberg eine der letzten beiden Windmühlen der Stadt. Einst prägten zahlreiche Mühlen, es gab insgesamt 24 Wasser- und 30 Windmühlen, das Bild der Handelsstadt an der Flensburger Förde.
Pächter des königlichen Mühlengeweses, Klostervorsteher Ricklef Ingwersen, Makler Andreas Boysen und der Kaufmann Hans Petersen-Schmidt, bauten die Bergmühle im Jahr 1792 als Galerieholländer auf einer Anhöhe im Norden der Stadt, dem Krummberg nahe der Bau’er Landstraße. 1875 wurde die Mühle umgebaut; dabei wurde eine Windrose (Seitenrad) nachgerüstet, das bis in die 1970er Jahre erhalten blieb. Korn gemahlen wurde in der Mühle noch bis 1956, als das Gebäude wie auch drei Jahre später schwere Sturmschäden erlitt; Flensburgs letzter Windmüller war Wilhelm Bremer (1895–1965). Danach nutzte eine Getränkefirma das 1971 ins Denkmalbuch eingetragene Bauwerk als Lagerfläche. Heute drehen sich die Flügel nur noch zu besonderen Anlässen. Die Mühle ist im Besitz des 1981 von 30 Bürgern gegründeten, privaten Vereins zur Erhaltung der Bergmühle, der sich 1990 an der umfassenden Restaurierung des Bauwerks beteiligte, wobei die ursprüngliche Form als Steertmühle (ohne Windrose) wiederhergestellt wurde, so dass die Bergmühle seit 1995 wieder funktionstüchtig ist.
Die Holländermühle ist mehrmals im Jahr für Besucher geöffnet und seit einigen Jahren ermöglicht das Standesamt Flensburg Paaren, sich dort trauen zu lassen.

## Weitere Sehenswürdigkeiten an der Mühle
- Bei der Straße An der Bergmühle steht auch das Turnerdenkmal das an die Turner gedenkt die auf Seiten der schleswig-holsteinischen Truppen an der Schlacht von Bau in der Neustadt beteiligten.[4][5]
- Bei der Mühle liegt zudem Dicker Willis Koppel eine Grünanlage der Stadt.
- An einer Anhöhe bei der Bergmühle stand früher der Galgen der Stadt, er wurde später dichter an den Hafen verlegt und gab dem Stadtbezirk Galwik dessen Namen.